# 阿查姆保特嶺
73°42′S 162°55′E / 73.700°S 162.917°E
阿查姆保特嶺（英語：Archambault Ridge）是南極洲的山嶺，位於維多利亞地的博克格雷溫克海岸，屬於南十字山脈的一部分，從冷藏山脈延伸至坎貝爾冰川，美國地質調查局根據測量和該國海軍的空中照片繪入地圖，現時由南極條約體系管理。